# A22高速公路
A22高速公路是法国西北部的一条免费高速公路，是从巴黎到比利时欧洲E17公路的一部分，全长18千米。本高速交通流量较大，尤其在A23/A27/N227互通枢纽段。